# Planète enflée
Un Saturne chaud (en anglais : hot Saturn) ou une planète enflée (puffy planet) est une planète géante gazeuse de grand rayon, de température de surface élevée et de masse volumique faible, comparable ou inférieure (parfois très inférieure) à celle de Saturne. En d'autres termes, une planète de ce type est un Jupiter chaud de faible densité.

## Explication théorique
Les planètes enflées orbitent très près de leur étoile, ce qui implique que l'intense chaleur qu'elles reçoivent de leur étoile cumulée à leur chaleur interne « gonfle » leur atmosphère (dilatation thermique).

## Taille et masse
La plupart de ces planètes ont une masse inférieure à deux fois celle de Jupiter. Les planètes plus massives ont en effet une gravité plus élevée, ce qui fait que leur taille ne dépasse guère celle de Jupiter.
Cependant, même en prenant en compte la chaleur de l'étoile, nombre de planètes qui transitent devant leur étoile ont un rayon plus important que celui prévu par la théorie. Ceci pourrait provenir de l'interaction entre le vent stellaire et la magnétosphère de la planète, qui créerait un courant électrique dans la planète, ce qui la chaufferait encore plus et la ferait ainsi enfler. Plus une étoile est magnétiquement active, plus cette interaction devrait être importante et plus le courant électrique induit devrait l'être aussi, ce qui à son tour devrait induire un chauffage et une expansion de la planète plus importants. Cette prédiction théorique correspond aux observations, pour lesquelles une corrélation entre l'activité stellaire et le rayon planétaire est mesurée.

## Exemples
- HAT-P-1 b
- HAT-P-17 b[2]
- HATS-5 b[3]
- HD 88133 b[4]
- HD 149026 b[5]
- KELT-6 b[6]
- Kepler-7 b
- TrES-4 b
- WASP-20 b[7]
- WASP-28 b[7]
- WASP-21 b (pl)[8]